# 希望の党 (日本 2017)
希望の党（きぼうのとう、英: Party of Hope）は、かつて存在した日本の政党。憲法改正、安保法制の容認、消費増税の凍結などを訴える保守政党。日本語略称は希望。
東京都議会の地域政党「都民ファーストの会」（東京都知事・小池百合子の支持基盤）が国政進出する形で、小池に近い議員が中心となって2017年（平成29年）9月25日に結成された。
9月28日に民進党は希望の党への事実上の合流を決定。第48回衆議院議員総選挙の公認候補の半数以上は同党出身の議員が占めた。理念や政策が異なるリベラル系議員らの多くは、10月3日に結成された立憲民主党へ入党。同党公認または無所属で立候補した。
2018年5月7日、国民党と新・希望の党への分党手続きを行い、解党した。
国民党は同日付で民進党と合併し、国民民主党となった（後述）。

## 党史

### 前史
2016年（平成28年）4月下旬から5月にかけて、東京都知事の舛添要一の公私混同問題が週刊誌によって報じられた。5月27日には、都民らから都に寄せられた苦情や意見は計1万9千件余りにのぼることが明らかとなった。5月30日頃、東京10区選出の小池百合子と比例東京ブロック選出の若狭勝は、実施が予想される都知事選の出馬について協議した。
同年7月31日の東京都知事選挙に小池は所属していた自民党の推薦を得ずに立候補し、初当選した。その後、自民党が第一党を占めていた東京都議会を自身の基盤とすべく、9月20日に地域政党「都民ファーストの会」を結成。小池の知事転出に伴い10月23日に行われた東京10区の補選で若狭が当選した。
2017年（平成29年）6月30日、小池と若狭は新しい国政政党の立ち上げについて話し合った。7月2日の東京都議会議員選挙で、都民ファーストの会は都議会第一党の座を自民党から奪取した。7月3日付で小池と若狭が自民党を離党。7月13日、若狭が政治団体「日本ファーストの会（にっぽんファーストのかい）」を結成。国政政党結成を目指す。8月7日、若狭は記者会見し、年内の新党結成の必要性を明言。民進党を離党する意向の細野豪志を念頭に、「自民党に代わる受け皿づくりを考えている人と、これから協議を深めていく」と述べた。8月24日、小池が関東大震災朝鮮人犠牲者追悼式典への追悼文の送付を取りやめたことが明らかとなった。同式典は毎年9月1日に行われているもので、歴代知事は第1回の1974年から追悼文を送り続けていた。小池はこの慣行を破り、着々と新党結成に向けた布石を打っていった。8月25日、若狭は長島昭久、松沢成文と東京都内で会談し、新党結成について協議した。

### 結党

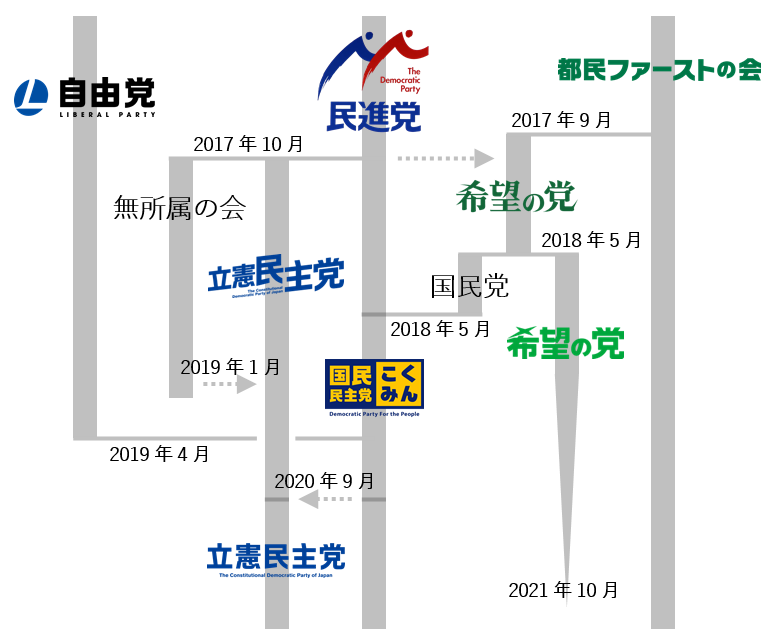

2017年（平成29年）9月17日未明、NHKが「9月28日召集の臨時国会の冒頭で衆議院解散の見通し」と報道。関係者への取材により、内閣総理大臣の安倍晋三が公明党代表の山口那津男にその旨を伝えたことが明らかとなった。同日、民進党代表の前原誠司は小池に密かに連絡をとった。同日夜、安倍は自民党選対委員長の塩谷立と私邸で会い、若狭らが画策する新党に触れて「時間が経てば（新党の）態勢が整ってくる」と述べ、選挙準備を進めるよう指示した。
9月23日、安倍は自民党政調会長の岸田文雄と私邸で会い、衆院選公約の取りまとめを急ぐよう指示。「9月28日解散」を正式に決めた。同日、若狭と細野豪志は新党の名称を「希望の党」とする方向で最終調整に入った。党名は小池が主宰する政治塾「希望の塾」から名付けられた。
9月25日、小池は記者会見にて自身が代表を務める「希望の党」の結党を発表。「これまで若狭さん、細野さんらが議論してこられたが、リセットして、私自身がたちあげるということで直接絡んでいきたい」と述べた。同日付で東京都選挙管理委員会を通じて総務大臣に設立を届け出た。届出には国会議員9人が名を連ねた。
9月26日夜、小池、民進党代表の前原誠司、連合会長の神津里季生の三者は極秘に会談し、民進党と希望の党の合流を協議。これについて最終調整に入ることで合意がなされた。
9月27日朝、希望の党と日本維新の会が候補者すみ分けの検討に入ったと毎日新聞が報じた。さらに小池と前原が同月下旬に自由党共同代表の小沢一郎と都内で三者会談を行っていたことが同日、判明した
同日午前、小池および結党メンバーとなる国会議員14人は新宿区内のホテルで記者会見し、「希望の党」の旗揚げを正式発表。綱領および基本政策が併せて発表され、代表以外の役職については「選挙後に決める」ことが述べられた。設立時メンバーの国会議員9人（9月25日）、設立会見に参加した国会議員14人（9月27日）の内訳は以下のとおり。
| 氏名     | 9月25日 | 9月27日 | 備考                                         |
| -------- | ------- | ------- | -------------------------------------------- |
| 若狭勝   | ○       | ○       | 自民党離党                                   |
| 細野豪志 | ○       | ○       | 民進党離党。党内派閥「自誓会」を主宰、離脱。 |
| 長島昭久 | ○       | ○       | 民進党除籍                                   |
| 松原仁   | ○       | ○       | 民進党除籍                                   |
| 笠浩史   | ○       | ○       | 民進党除籍。自誓会所属。                     |
| 木内孝胤 | ○       | ○       | 民進党除籍                                   |
| 中山恭子 | ○       | ○       | 日本のこころ代表を辞任、離党                 |
| 行田邦子 | ○       | ○       | 参議院会派「無所属クラブ」所属               |
| 松沢成文 | ○       | ○       | 無所属クラブ所属                             |
| 横山博幸 | ―       | ○       | 民進党除籍                                   |
| 鈴木義弘 | ―       | ○       | 民進党除籍。自誓会所属。                     |
| 後藤祐一 | ―       | ○       | 民進党除籍。自誓会所属。                     |
| 福田峰之 | ―       | ○       | 内閣府副大臣を辞任、自民党離党               |
| 野間健   | ―       | ○       | 無所属                                       |

同日夜、小池はBSフジの報道番組『プライムニュース』に出演し、希望の党参加の条件について、憲法改正と安保法制への姿勢を重視する考えを示した。

### 小池百合子代表時代

#### 民進党の希望の党への合流
2017年9月28日、臨時国会の召集冒頭で衆議院が解散。同日午前、前原は民進党の常任幹事会において、党として比例代表を含め公認候補を擁立せず、希望の党に公認申請を依頼し、希望の党と合流することを提案し、常任幹事会はそれを了承した。午後に行われた両院議員総会において、前原は「どんな手段を使っても、安倍政権を止めなければならない」と合流の意義を訴えた。合流案は全会一致で採択され、これにより民進党は事実上の「解党」となった。
同日、日本維新の会幹事長の馬場伸幸は、総選挙について互いの本拠地である東京都と大阪府の選挙区について、希望の党との候補者調整を行うと述べた。ただし、維新は希望の党への合流については否定した。
同日夜、細野はBSフジの報道番組『プライムニュース』に出演し、希望の党からの出馬について「三権の長を経験した人は遠慮してもらいたい」と発言。総理経験者である菅直人と野田佳彦の受け入れに難色を示した（のちに細野はこの発言を小池からの指示によるものであることを明かした）。
9月29日午前、小池と前原は新宿区内のホテルで約20分間会談した。会談では候補者調整について、若狭勝と民進党総合選対本部長代行の玄葉光一郎が実務的な話し合いを進めることが確認された。会談後、小池は記者団に「様々な観点から絞り込みをしていきたいと考えております。全員を受け入れるということは、さらさらありません」と述べた。
同日午後2時、小池は定例記者会見を開催。ジャーナリストの横田一との間で以下のやりとりがなされた。
この「リベラル派排除」発言は民進党内で大きな反発を招く。さらに9月30日に民進党の現職、元職計15人の「排除リスト」が永田町に出回り、同日夜、枝野幸男、長妻昭、辻元清美、近藤昭一、参議院議員の福山哲郎らは東京都内のホテルで協議を行った。SNS上で「枝野立て」とのメッセージが拡散し始め、小池の排除発言は立憲民主党誕生のきっかけとなった。
9月30日、小池は大阪市内のホテルで大阪府知事の松井一郎、愛知県知事の大村秀章と会談。衆院選に向け、「三大都市圏連合（三都連合）」で合意した。
10月1日、小池は、説明会に出席するために都内の会議室に集まった約50人の候補予定者と握手をするなどしてツーショットの写真を撮影した際、撮影料として1人当たり3万円を徴収した。「党代表との撮影が有料なのは異例」と産経新聞は報じた。
希望の党は、民進党出身者が衆院選候補者として公認申請する際に小池代表宛てに署名し、提出する「政策協定書」を作成。10月1日夜、民進党は「政策決定書」の原案を各都道府県連に送付。原案には「限定的な集団的自衛権の行使を含め安全保障法制を基本的に容認する」との記述があったが、民進党幹部からクレームがあり、「集団的自衛権」「容認」などの言葉は削除された。資金提供に関しては原案は「党の指示する金額を提供」だったが、「党の指示する金額を」が削除された。「党の公約を順守する」との記述についても両党の協議が紛糾。民進側が「希望の公約が発表されていない段階での署名は白紙委任だ」と難色を示したが、この項目は残された。そして永田町で長く忘れ去られていた外国人地方参政権問題が突如浮上し、「外国人への地方参政権付与反対」が項目に盛り込まれた。前述の関東大震災朝鮮人犠牲者への追悼文送付中止とあわせ、小池ならびに小池新党には排外主義的な側面が色濃くあるとメディアから指摘された。玄葉光一郎は取材に対し「政策協定書は私と若狭氏で擦り合わせてつくったが、外国人地方参政権付与反対の項目は自分が発案した部分ではない」と答えた。
10月2日、「政策協定書」の最終案が完成した。協定書は10項目あり、日本維新の会との連携を念頭に「選挙協力の協定を交わしている政党への批判は一切行わない」と明記された。提出期限は10月3日午前9時とされた。
「踏み絵」に反発した民進党内のリベラル系議員が希望の党への合流を拒否。10月2日夕方、枝野幸男が新党「立憲民主党」を設立すると表明。若狭は枝野の結成表明を受け「立憲民主の候補者の選挙区にはきちんと候補者を擁立する」と記者団に断言した。
10月3日、立憲民主党が設立。旧民進党議員の中には、立憲民主党にも希望の党にも行かず、無所属での立候補を選ぶ者もいた。

#### 公認候補発表
2017年10月3日午前9時、「政策決定書」の提出が締め切られる。同日午後、希望の党の若狭勝、同党の細野豪志、民進党総合選対本部長代行の玄葉光一郎は参議院議員会館で記者会見し、第48回衆議院議員総選挙の第1次公認192人を発表した。10月4日夜、第2次公認9人を発表。1次公認の篠原孝と道休誠一郎からは公認辞退の申し入れがあり、取り消したと明らかにした。道休は立候補を取りやめると公表した。10月5日、第3次公認3人を発表。最終的に小選挙区198人、比例代表234人（内単独37、重複197）の計235人を公認した。なお、順位付きの比例名簿は公示日（10月10日）午後に発表された。
小選挙区単独の立候補者は静岡5区の細野のみであった。代表の小池百合子が立候補するか否か公示直前まで話題となったものの、本人は都政に専念することを理由に「100%出馬しない」とコメントし、宣言通り総選挙には立候補しなかった。立候補者は衆議院単独過半数の233議席を超えた。

#### 各党、政治団体との関係
- 立憲民主党

民進党を飛び出して立憲民主党から出馬する現職または元職、および、民進党選挙区支部長で希望の党に従わなかった新人候補には、積極的に「刺客」を差し向けた。立民の候補と希望の候補が共倒れする選挙区も多く見られた。
| 選挙区     | 立憲民主党 | 立憲民主党 | 希望の党 | 希望の党                                                                                  |
| ---------- | ---------- | ---------- | -------- | ----------------------------------------------------------------------------------------- |
| 宮城1区    | ○          | 岡本章子   | ×        | 元仙台市議会議員の伊藤優太[98]                                                            |
| 埼玉3区    | ○          | 山川百合子 | ×        | 元客室乗務員の三輪麻美[99]                                                                |
| 埼玉5区    | ◎          | 枝野幸男   | ×        | 弁護士の高木秀文[100]                                                                     |
| 千葉2区    | ×          | 樋口博康   | ×        | 医師の竹ヶ原裕美子[101]                                                                   |
| 千葉3区    | ○          | 岡島一正   | ×        | 東京23区の元衆議院議員の櫛渕万里                                                          |
| 千葉6区    | ○          | 生方幸夫   | ×        | 福岡1区（比例復活）の元衆議院議員の遠藤宣彦                                               |
| 千葉7区    | ×          | 石塚貞通   | ×        | 元アナウンサーの波多野里奈[102]                                                           |
| 東京1区    | ◎          | 海江田万里 | ×        | 弁護士の松沢香[103]                                                                       |
| 東京2区    | △          | 松尾明弘   | ×        | 元東京都議会議員の鳩山太郎[104]                                                           |
| 東京4区    | ×          | 井戸正枝   | ×        | 元銀行員の難波美智代[105]                                                                 |
| 東京5区    | ○          | 手塚仁雄   | ×        | 神奈川8区（比例復活）の自民党衆院議員の福田峰之                                           |
| 東京6区    | ◎          | 落合貴之   | ×        | 香川県選出の元参議院議員の植松恵美子                                                      |
| 東京7区    | ◎          | 長妻昭     | ×        | 元熊本県議会議員の荒木章博[106]。 荒木は都民ファーストの会代表の荒木千陽都議の父親[107]。 |
| 東京8区    | ×          | 吉田晴美   | ×        | 東京9区（比例復活）の衆議院議員の木内孝胤                                                 |
| 東京10区   | ×          | 鈴木庸介   | ×        | 東京10区（補選）の衆議院議員の若狭勝                                                      |
| 東京16区   | ○          | 初鹿明博   | ×        | 静岡4区の元衆議院議員の田村謙治[108]                                                      |
| 東京18区   | ◎          | 菅直人     | ×        | テレビ東京記者の鴇田敦[109]                                                               |
| 東京19区   | ○          | 末松義規   | ×        | 女子美術大学短大部非常勤講師の佐々木里加[110]                                             |
| 東京22区   | ○          | 山花郁夫   | ×        | 弁護士の金ヶ崎絵美[111]                                                                   |
| 東京24区   | ×          | 高橋斉久   | ×        | 元寝屋川市議会議員の吉羽美華[注 5]                                                        |
| 東京25区   | ×          | 山下容子   | ×        | 比例近畿ブロックの衆議院議員の小沢鋭仁                                                    |
| 神奈川1区  | ○          | 篠原豪     | ×        | 神奈川4区の元衆議院議員の長島一由                                                         |
| 神奈川4区  | ◎          | 早稲田夕季 | ×        | 元金融庁職員の風間法子[114]                                                               |
| 神奈川12区 | ◎          | 阿部知子   | ×        | 元藤沢市議会議員の原輝雄[115]                                                             |
| 愛知1区    | ○          | 吉田統彦   | ×        | 減税日本の名古屋市会議員の佐藤夕子                                                        |
| 愛知3区    | ◎          | 近藤昭一   | ×        | 減税日本の名古屋市会議員の余語冴耶香[116]                                                 |
| 愛知5区    | ◎          | 赤松広隆   | ×        | 元稲沢市議会議員の野々部尚昭                                                              |
| 兵庫6区    | ○          | 桜井周     | ×        | 小池の元公設秘書の幾村奈応子[117]                                                         |
| 岡山1区    | ○          | 高井崇志   | ×        | 元岡山県議会議員の蜂谷弘美[118]                                                           |
| 福岡1区    | ×          | 山本剛正   | ×        | 日本のこころ福岡支部長の石井英俊[119]                                                     |
◎：当選　○：比例復活　△：繰り上げ当選　×：落選
- 日本維新の会

9月30日、小池と同党代表で大阪府知事の松井一郎は協議。記者会見を経て、互いの本拠地（東京・大阪）での候補者調整を行った。大阪府の選挙区に希望は公認候補を立てず、逆に東京都の選挙区では維新が公認候補の取り下げを行ったほか、一部の選挙区では候補者に対し党の推薦を出した。このため、東京・大阪で民進党の公認内定とされていた候補者の多くが立憲民主党からの立候補や他選挙区での立候補を余儀なくされた。また、前職の小沢鋭仁など一部の維新側の党員が公示前に希望の党に移籍している。
- 自由党

自由党は民進党同様、党として公認候補は擁立せず、前職で代表の小沢一郎と幹事長の玉城デニーは党籍を残したまま無所属で立候補、他に自由党籍を持つ4候補が希望の党から立候補した。小沢と玉城の選挙区に希望の党は対立候補を擁立しなかったため、事実上の選挙協力となった。ただし、代表の小沢は自党の議員が立憲民主党から立候補する事も事実上容認しており、一部の選挙区では自由党系候補と希望の党が競合した。
- 日本のこころ

選挙前に代表の中山恭子らが希望の党へ合流。夫の中山成彬らが同党から立候補したため、比例九州ブロックでは同党への支持を呼び掛ける対応を取った。
- 都民ファーストの会

10月5日、希望の党は都民ファーストの会と政策協定を結び、衆議院選挙で選挙協力を行っていくことを確認した。
- その他

当初は党の方針として「政党の党首を経験した人は公認しない」としており、嘉田由紀子（日本未来の党元代表）は希望の党公認を望んでいたが容れられず無所属で立候補したが、落選した。
最終的にこの方針を事実上撤回し、秋田3区で改革結集の会の代表を務めた村岡敏英、岡山3区で新党きづなの代表を務めた内山晃、熊本1区で維新の党代表を務めた松野頼久を公認候補として擁立したがいずれも落選した。同選挙で無所属で立候補し当選した民進党現代表の前原誠司（民主党代表経験者）も代表を辞任したうえで離党し、共同代表選後に同党への入党を了承した。
また、小池と協力関係にあった参院議員の渡辺喜美（元みんなの党代表）は、衆院への鞍替え立候補を模索していたが、小池ら希望の党側の「参議院に残ってほしい」との要請により立候補を断念した。なお、喜美の代わりに実妹にあたる渡辺美由紀が喜美の地盤である栃木3区から希望の党公認候補として立候補したが、落選している。

#### 選挙公約を発表
10月3日と4日、朝日新聞社は比例区投票先の世論調査を実施。「自民党35%、希望の党12%、立憲民主党7%」という結果が出た。
10月6日、小池は都内のホテルで会見し、希望の党の選挙公約を発表した。公約は9項目からなり、党の考え方を示す10分野の政策集が付随する。小池はこのうち「消費税増税凍結」「原発ゼロ」「憲法改正」が公約の三本柱だと強調した。
10月10日、総選挙公示。10月11日、大村秀章は定例会見で「特定の政党を支援しない」と発言。希望の党に対する応援方針を事実上撤回した。
10月15日、民進党出身の細野は、フジテレビの報道番組の中で「元の民進党に戻るなんてあり得ない」と総選挙後も含め民進党へ復帰することを否定した。
同日、毎日新聞が「希望の党は公示前勢力（57議席）に届かない見通し」と報道。10月16日、産経新聞がFNNと合同で行った電話世論調査に全国総支局の取材を加味した終盤情勢をまとめ、「希望の党は40議席台となる可能性がある」と報道。同紙は「（希望の党の）失速の原因は、民進党左派を突き放した『排除の論理』が国民に好感されなかったことが大きい」と結論付けた。
この頃から小川淳也、山井和則、柚木道義、坂本祐之輔ら民進党出身者らは希望の党の公約と異なる「憲法9条改正反対」「安保法制の白紙化」などを掲げるようになり、公然と小池を批判する候補者も現れた。また、升田世喜男や楠田大蔵が選挙期間中に離党を示唆する異例の事態となった。
10月17日と18日、朝日新聞社は比例区投票先の世論調査を実施し、「自民党34%、立憲民主党13%、希望の党11%」と発表。結成間もない立憲民主党に追い抜かれる事態に陥った。

#### 第48回総選挙
10月22日、投開票。立憲民主党と希望の党の獲得議席数は以下のとおり。
| 党派       | 獲得議席 | 小選挙区               | 比例代表 |
| ---------- | -------- | ---------------------- | -------- |
| 立憲民主党 | 55       | 18 （追加公認1人含む） | 37       |
| 希望の党   | 50       | 18                     | 32       |

野党第一党は、55議席を獲得した立憲民主党となった。なお、立憲民主党は比例東海ブロックで本来、5議席を獲得するはずだったが、名簿に4人の名前しか残っていなかったため、1議席分を自民党に譲渡した（この結果、自民党は東海ブロックの割り当てが7議席から8議席に増え、田畑毅が当選した）。
小池が知事を務める東京都内では希望の党は小選挙区で1勝（長島昭久の東京21区のみ）23敗であった。結党メンバーのうち、若狭勝（東京10区）のほか、横山博幸、木内孝胤、鈴木義弘、福田峰之、野間健が小選挙区・比例代表いずれも落選。また、民進党から移籍した要職経験者のうち元国土交通大臣の馬淵澄夫、元内閣官房副長官の松野頼久らが議席を失った。
小池は当日は公務でパリに出張しており、各社の取材に対し「非常に厳しい結果だ」と述べていた。
選挙後に行われた両院議員懇談会において、惨敗の責任は小池にあるとし、小池に対して代表の引責辞任を求める声も出た。それに対し小池は「創業者としての責任がある」と述べ、代表を続投する考えを表明した。

#### 総選挙後の動き
2017年10月27日に行われた会合の中で、かねてより懸案であった小池とともに務める共同代表の人選を協議。その結果、当面の間共同代表は置かない一方（選挙前より代表代行であった樽床伸二は続投）、幹事長に民進党出身の大島敦（前民進党幹事長）を、暫定的に起用した。また特別国会における希望の党からの首班指名候補としては、同じく民進党出身で元防衛副大臣の渡辺周とした。そして、共同代表については、11月中に選挙を行うことを発表した。
11月1日には、それまで池袋に構えていた本部を、国会議事堂がある永田町に移転させることを表明した。ちなみに、移転先の隣りには、大半の議員の古巣である民進党の本部が入居するビルがある。
共同代表選挙に当たり、渡辺周・玉木雄一郎・泉健太・大串博志の4人が立候補の意思を表明。11月8日、共同代表選挙が告示され、いずれも民進党出身の玉木雄一郎・大串博志の2名が立候補した。同月10日に両院議員総会を開き、共同代表選挙の投開票が行われ、玉木が39票を獲得し14票の大串をおさえて共同代表に当選した。玉木の任期は小池と同じ2020年9月までとなる。
11月13日に共同代表の玉木は代表の小池と会談し執行部人事について一任を取り付けた。翌14日の両院議院総会において新執行部が承認される予定であったが、その総会の場において小池は「代表の座を降りて、しかるべき形で皆さんをサポートしたい」と述べ代表を辞任した。後任の代表には共同代表の玉木が就任し、古川元久を幹事長に起用するなどの執行部人事も了承された。
代表選挙から一週間後の11月20日、小池は党側からのオファーを受ける形で「特別顧問」に就任したと発表。

### 玉木雄一郎代表時代

#### 民進党との統一会派結成構想
2017年の年末より、民進党は立憲民主党・希望の党との3党による統一会派の結成を目指し、オファーをした。このうち立民側は拒否したものの、希望側は前向きな考えを表明。
2018年1月には、両党による幹事長・国会対策委員長による会談が持たれ、両党は統一会派の結成に向け、前向きに協議することで一致。1月16日の役員会で、代表の玉木は1月17日の総会で統一会派に反対する結党メンバーの一部に対し分党を提案することを表明した。しかし、翌日の1月17日に、民進党が希望の党との統一会派に対する党内の反発が噴出したことにより統一会派結成構想を断念し、これに伴い玉木は分党案などを取り下げた。

#### 中道派・リベラル派の分党要求と民進党への合流論
前述の通り、民進党との統一会派構想が燻る状態で、安全保障や憲法観の違いが党内で鮮明化し、結党メンバーである参院議員団代表の松沢成文は2月7日の役員会で再び分党を要求した。松沢には結党メンバーの中山恭子、行田邦子の両参院議員、中山成彬、井上一徳両衆院議員の5人が同調し、「国会議員5人以上」の政党要件を満たす見通しとなった。執行部は幹事長の古川元久に対応を一任したが、その一方で大串博志らリベラル系の衆院議員8名も分党を求めており、大串らは同月8日に民進党代表の大塚耕平と会談し、民進への合流・新党結成について意見を交換した。これを受けて、執行部側も松沢ら保守系議員の分党と分党後の民進党への合流・新党結成へ向け、調整を続けることとなった。
2月23日、代表の玉木と大串ら分党賛成派が会談を行い、民進党との合流・野党再編への道筋について意見交換を行う。

#### 国民党の結成
2018年3月、読売新聞が民進党と希望の党の執行部が、合流した上での新党結成を模索していることを報道。これを受け、大串は「希望の党が解党する決断をすれば、立憲民主党や民進党も含めて合流しやすくなる」と述べ、将来的な野党再編のためには解党が必要であるとの認識を示した。また希望の党には、前代表で東京都知事の小池百合子のイメージが残ることも念頭に挙げ「小池さんのカラーを払拭する一番の方法は党自体を一旦なくし、自由に作り直すことだ」と発言。
なお、具体的な合流時期について民進党側は、「遅くとも統一地方選1年前の4月中、メーデーの前までには新しい党の形で戦うのがいい（民進党幹事長の増子輝彦）」としている。
3月29日の産経新聞では、3月28日に民進党側が翌29日の幹部会合において希望との合併を提案する意向を固め、30日に開催される両院議員総会で了承を得た上で4月中の新党設立を目指すとしたことを報道。同日開かれた常任幹事会において、合併協議に入る方針を正式決定。これに関連して玉木は党内の保守系議員と分党の上、新党への合流を進める考えを表明した。
ただ、党内からは民進党との合流に反対する議員も多く、上記のとおり分党する案もあるため、党が一枚岩となって合流するかどうかは不透明となっていた。
4月9日、玉木が民進党代表の大塚と会談し、当面は玉木・大塚の共同代表制とするなどの具体的な合流協議を再開した。4月26日に玉木代表と民進党の大塚代表が合流による新党「国民民主党」結成の合意書に署名した。同日、両院議員総会を開催し玉木代表ら新党参加組と松沢参議院議員団代表ら保守系メンバーの分党を決定。松沢・中山夫妻・行田・井上の5人は別の新党を結成して「希望の党」の名称を引き継ぐこととなった。なお、手続きとしては5月7日にまず「希望の党」を解党し、玉木ら新党合流組が「国民党」、松沢らが（新）「希望の党」をそれぞれ結党する形で分党し、このうち玉木らの「国民党」が翌8日に民進党に合流の上、民進党側が「国民民主党」へ党名を変更する方式を取ることとなった。
一方で「国民民主党」への不参加を表明する議員も相次ぎ、4月3日に細野、25日に長島、26日から27日にかけて笠、松原仁、田嶋要、井出庸生、寺田学、新党移行当日の5月7日には大串、樽床伸二、小川淳也が新党への不参加を表明、野党第1党を目指した「国民民主党」は衆参合わせて60人程度の規模にとどまり、現時点の野党第1党である立憲民主党を下回ることが確実な情勢となった。
5月7日、国民民主党の結党大会が行われ、同日、（旧）希望の党は東京都選挙管理委員会を通じて総務大臣へ解散届を提出するとともに、同日付で政治団体「国民党」（代表：玉木雄一郎、会計責任者：岸本周平）の結成を届け出た。翌8日、（新）「希望の党」（代表：松沢成文、会計責任者：山崎邦子）の結成届と国民党は民進党と合併し国民民主党を結成するため、総務大臣へ解散届を提出。前日付で民進党が党名変更を届け出ていた国民民主党に吸収合併され、（新）希望の党の分党と国民民主党結成の手続きが完了した。なお、国民民主党発足当時の政党・会派の異動先は以下の表の通り（※は参議院議員）。

### 分党後
国民民主党と新・希望の党結成後も、比例区で（旧）希望の党として当選した国会議員に失職議員が出た際は、（旧）希望の党の比例名簿をもとに次点の者が繰り上げ当選することになる。公職選挙法の規定により（旧）希望の党が作成した比例名簿については、別の政党である新・希望の党がさかのぼって削除したり、書き換えたりすることはできないとしている。そのため、（旧）希望の党解党後の繰り上げ当選者は、新・希望の党以外の政党に所属することもある。
| 年月                   | 当選者                 | 選挙区                 | 退職者                 | 退職事由                       |
| ---------------------- | ---------------------- | ---------------------- | ---------------------- | ------------------------------ |
| 2017年（平成29年）10月 | 第48回衆議院議員総選挙 | 第48回衆議院議員総選挙 | 第48回衆議院議員総選挙 | 第48回衆議院議員総選挙         |
| 2019年（平成31年）2月  | 馬淵澄夫（無所属）     | 比例近畿               | 樽床伸二（無所属）     | 辞職（大阪12区補選立候補準備） |
| 2019年（平成31年）3月  | 谷田川元（国民民主党） | 比例南関東             | 本村賢太郎（無所属）   | 辞職（相模原市長選立候補準備） |

## 政策

### 政策協定書
2017年10月2日、希望の党が衆院選の公認申請者に署名を求める「政策協定書」が作成された。この署名をもとに、希望の党は公認候補を決めた。メディアはこのやり方を「踏み絵」と評した。協定書は以下の10項目にわたる。
1. 党綱領を支持し「寛容な改革保守政党」を目指す
2. 安保法制は憲法に則り適切に運用。不断の見直しを行い現実的な安保政策を支持
3. 税金の有効活用（ワイズ・スペンディング）の徹底
4. 憲法改正支持
5. 消費税10％への引き上げ凍結容認
6. 外国人への地方参政権付与反対
7. 政党支部の企業団体献金禁止
8. 党の公約順守
9. 党への資金提供
10. 希望の党が選挙協力する政党への批判禁止

### 公式サイトに掲載した公約
2017年10月6日、小池は希望の党の選挙公約を発表。公式サイトにも公約を掲載した。財政出動を抑え、財政再建を推し進め緊縮策を進め、議員定数の削減等の身を切る改革、徹底した規制緩和、経済特区の設立、農業補助金廃止、公共事業の削減、民営化路線を取る等市場重視の立場を取る自由競争・小さな政府路線を目指す。一方、女性の社会進出促進や性的少数者・LGBT等の保護、外国人労働者の活用、多様性重視、子育て支援等ではリベラル寄りの政策を示す等一定の配慮も掲げる。社会保障制度はベーシックインカムの導入により社会保障給付の複雑な体制を廃止して一律化を目指す。外交面では日米安全保障体制の堅持と強化、安保法制の容認、憲法9条等の憲法改正を目指すなど親米保守色を強く打ち出している。

### ユリノミクス
2017年10月6日、小池は選挙公約を発表した際、「消費税増税凍結」「原発ゼロ」「憲法改正」が公約の三本柱だと強調。また、「ユリノミクス」として12のゼロを掲げた。「ユリノミクス」の内容は以下のとおり。
1. 原発ゼロ
2. 隠ぺいゼロ
3. 企業団体献金ゼロ
4. 待機児童ゼロ
5. 受動喫煙ゼロ
6. 満員電車ゼロ
7. ペット殺処分ゼロ
8. フードロスゼロ
9. ブラック企業ゼロ
10. 花粉症ゼロ
11. 移動困難者ゼロ
12. 電柱ゼロ

## 組織

### 役員
| 特別顧問                     | 小池百合子    |
| 代表                         | 玉木雄一郎    |
| 代表代行                     | 大島敦        |
| 幹事長                       | 古川元久      |
| 幹事長代理                   | 階猛 岸本周平 |
| 政策調査会長                 | 長島昭久      |
| 政策調査会長代理             | 井出庸生      |
| 選挙対策委員長               | 大西健介      |
| 国会対策委員長               | 泉健太        |
| 国会対策委員長代理           | 今井雅人      |
| 参議院議員団代表             | 松沢成文      |
| 役員室長                     | 岸本周平      |
| 会計監査                     | 西岡秀子      |
| 認知症対策推進本部長         | 山井和則      |
| 行政改革・情報公開推進本部長 | 後藤祐一      |
| 憲法調査会長                 | 細野豪志      |
| 外交・安全保障調査会長       | 渡辺周        |
| エネルギー調査会長           | 田嶋要        |
| 社会保障制度調査会長         | 小川淳也      |

- 参議院議員団代表の松沢成文のみ参議院議員、他は全て衆議院議員。
- 出典：『党役員人事』（PDF）（プレスリリース）希望の党、2017年11月14日。

### 歴代代表一覧
| 代 | 代表 | 代表       | 在任期間                       | 備考                                 |
| -- | ---- | ---------- | ------------------------------ | ------------------------------------ |
| 1  |      | 小池百合子 | 2017年9月25日 - 2017年11月14日 |                                      |
| 2  |      | 玉木雄一郎 | 2017年11月14日 - 2018年5月7日  | 2017年11月10日から14日まで共同代表。 |

### 歴代の役員表
| 代表       | 共同代表          | 代表代行 | 幹事長             | 政策調査会長   | 選挙対策 委員長 | 国会対策 委員長 | 参議院議員団 代表 | 就任年月       |
| ---------- | ----------------- | -------- | ------------------ | -------------- | --------------- | --------------- | ----------------- | -------------- |
| 小池百合子 |                   |          |                    |                |                 |                 |                   | 2017年9月25日  |
| 小池百合子 | 福田峰之 後藤祐一 | 樽床伸二 | 2017年10月6日・9日 |                |                 |                 |                   |                |
| 小池百合子 | 福田峰之 後藤祐一 | 樽床伸二 | 樽床伸二           | 2017年10月21日 |                 |                 |                   |                |
| 小池百合子 | 大島敦            | 大島敦   | 樽床伸二           | 笠浩史         | 2017年10月27日  |                 |                   |                |
| 小池百合子 | 大島敦            | 大島敦   | 樽床伸二           | 笠浩史         | 玉木雄一郎      | 2017年11月10日  |                   |                |
| 玉木雄一郎 | （空席）          | 大島敦   | 古川元久           | 長島昭久       | 大西健介        | 泉健太          | 松沢成文          | 2017年11月14日 |

### 地方組織
前述のとおり東京の地域政党であり、小池都知事が事実上率いる「都民ファーストの会」が国政進出する形で設立されており、第48回衆院選でも同党と政策協定を結ぶなど協力関係にある。一方で、都民ファーストの会の増子博樹幹事長は希望の党と都民ファーストの会は別組織であるという旨の発言をしており、傘下組織として明確に位置付けられているわけではない。
希望の党としての都道府県連の設置については、民進党の地方議員から現状維持を求める声がある事などから、一律に設置する考えはないとしていた。2018年5月の分党時までに地方組織の設立の方針が報じられたのは愛知・京都の2府県のみであり、うち愛知県連は2018年2月16日に愛知県選挙管理委員会に設立を届出ている。

## 党勢

### 衆議院
| 選挙       | 年     | 代表       | 当選/候補者 | 定数 | 議席占有率 | 得票数（得票率）     | 得票数（得票率）    | 備考    |
| 選挙       | 年     | 代表       | 当選/候補者 | 定数 | 議席占有率 | 選挙区               | 比例代表            | 備考    |
| ---------- | ------ | ---------- | ----------- | ---- | ---------- | -------------------- | ------------------- | ------- |
| （結党時） | 2017年 | 小池百合子 | 6/-         | 475  | 1.26%      |                      |                     | 入党+51 |
| 第48回     | 2017年 | 小池百合子 | 50/235      | 465  | 10.75%     | 11,437,602（20.64%） | 9,677,524（17.36%） | 入党+1  |

### 参議院
| 選挙       | 年     | 代表       | 当選/候補者 | 非改選 | 定数 | 議席占有率 | 得票数（得票率） | 得票数（得票率） | 備考 |
| 選挙       | 年     | 代表       | 当選/候補者 | 非改選 | 定数 | 議席占有率 | 選挙区           | 比例代表         | 備考 |
| ---------- | ------ | ---------- | ----------- | ------ | ---- | ---------- | ---------------- | ---------------- | ---- |
| （結党時） | 2017年 | 小池百合子 | 3/-         | -      | 242  | 1.24%      |                  |                  |      |

## 派閥
党内派閥は結党メンバーによる派閥が党所属議員による派閥として活動し、党内グループは凌雲会（前原グループ）、自誓会（旧細野グループ）が党所属議員によるグループとして活動していると報じられた。前原グループは日本新党や新党さきがけ出身者が中心であり、旧細野グループは人脈的に新進党や旧自由党の流れをくむ議員が多い。
また花斉会（野田グループ）が立憲民主党・民進党との超党派グループとして、民社協会（旧小林グループ）が民進党との超党派グループとしてそれぞれ活動していた。野田グループは新進党や日本新党などの出身議員を中心とするグループであり、小林グループは民社党出身議員や同盟系労組出身議員が中心である。
なお素交会（旧大畠グループ）が民進党との超党派グループとして活動していたが、2018年2月28日に政治団体としては解散した。旧大畠グループは新進党や旧民主党の出身議員で結成されたグループだった。